# Margarida Procópio
Margarida Maria Maia Procópio GOMM (Maceió, 26 de dezembro de 1939) é uma assistente social brasileira. Foi ministra da Ação Social durante o governo Collor. Por Alagoas, foi secretária do Gabinete Civil no governo Moacir de Andrade e secretária de Administração da capital Maceió durante o mandato de Collor como prefeito.
Em agosto de 1990, como ministra, Margarida foi admitida por Collor à Ordem do Mérito Militar no grau de Grande-Oficial especial.